# Legio IIII Scythica
Die Legio IIII Scythica war eine Legion der römischen Armee, die von Marcus Antonius ausgehoben wurde. Die Legion war noch im 5. Jahrhundert in der Provinz Syria aktiv. Ihr Symbol war der Steinbock.

## Geschichte der Legion

### Ursprung
Die Legio IIII wurde von Marcus Antonius vermutlich für seinen Feldzug gegen die Parther ausgehoben, weswegen sie manchmal auch Legio IIII Parthica genannt wurde, wobei der Name aber auch nahelegt, dass sie gegen die Skythen an der Donau eingesetzt wurde. Als eher unwahrscheinlich gilt die Annahme, dass sie aus Gaius Vibius Pansa Caetronianus’ Legio IIII Sorana hervorgegangen ist.
Nach der Schlacht von Actium (31 v. Chr.) und Antonius’ Selbstmord (30 v. Chr.) übernahm Octavian die Legion. Sie scheint von Octavian „rekonstituiert“ worden zu sein, was den Steinbock, ein für Octavian typisches Emblem, als Legionssymbol und den neuen Namen Scythica erklären würde.

### Julisch-claudische Dynastie

#### Moesia
Octavian verlegte die Legion nach Moesia an die untere Donau nach Viminacium (Kostolac/Serbien).
In den Jahren 29 bis 27 v. Chr. kämpfte die Legio IIII unter dem Proconsul Marcus Licinius Crassus gegen die Bastarnen. Der Begriff Skythen war zu dieser Zeit ein Sammelname für die südosteuropäischen Barbarenvölker, sodass der Beiname Scythica auch aus dieser Zeit stammen kann.
Von 6 bis 9 n. Chr. gehörte die IIII Scythica zu einer Armee von 15 Legionen, was über die Hälfte des gesamten Militärpotentials der Römer zu dieser Zeit darstellte, mit der Tiberius den Aufstand in Pannonien und Illyrien niederwarf. 6 n. Chr. schlug Aulus Caecina Severus, der Statthalter der Provinz Moesia, die Breuker, musste aber nach Moesia zurückkehren, das von Einfällen der Daker und Sarmaten bedroht war. Im folgenden Jahr entging er mit fünf Legionen nur knapp einer Niederlage und musste Kritik an seinen militärischen Qualitäten hinnehmen.
Möglicherweise war die IIII Scythica die Legion, von der berichtet wird, dass sie im Jahr 12 n. Chr. mit ihrem Legaten Vitellius mit Schiffen auf der Donau nach Aegissos verlegt wurde. Die Legionen IIII Scythica und V Macedonica operierten oft zusammen und gehörten um 23 n. Chr. wohl zur Besatzungsmacht in der Provinz Moesia. In seiner Jugend diente der spätere Kaiser Vespasian um 27 n. Chr. als Militärtribun in einer dieser Legionen und nahm möglicherweise an der Niederschlagung eines Aufstandes in Thrakien teil.
Die Legion übernahm auch Zivilaufgaben, wie den Bau und die Instandhaltung von Straßen zur Erschließung der Region. Im Jahr 33/34 bauten die IIII Scythica und V Macedonica in Moesia superior eine Straße entlang der Donau. Die IIII Scythica war möglicherweise in Saparewa Banja stationiert. Auch Scupi (Skopje) und Naissus (Niš) stellen mögliche Garnisonsorte dar.

#### Syria
Um die Mitte des 1. Jahrhunderts, möglicherweise bereits unter Tiberius (14–37) oder Claudius (41–54) oder erst unter Nero (54–68) in den Jahren 57/58, wurde die Legion in den Osten verlegt. Als erste Garnisonsstadt wird Kyrrhos erwogen, bevor die Legion für die nächsten 200 Jahre nach Zeugma an den Euphrat zog.

Der römisch-parthische Krieg 61–63

Als Gnaeus Domitius Corbulo, der Statthalter der Provinz Asia, im Jahr 55 im Auftrag Kaiser Neros in die Ostprovinzen Truppen zusammenzog um die armenische Frage zu klären, blieb die IIII Scythica wahrscheinlich in Syrien. Am Armenienfeldzug des Jahres 62 unter dem Oberbefehl des Lucius Iunius Caesennius Paetus nahmen die IIII Scythica unter Lucius Funisulanus Vettonianus und die Legio XII Fulminata unter ihrem Legaten Calavius Sabinus teil. Nach anfänglichen kleineren Erfolgen erwies sich Paetus als unfähig. Die römischen Vorposten wurden vom Partherkönig Vologaeses I. überrannt und das Legionslager bei Rhandea belagert. Paetus musste unter erniedrigenden Bedingungen Frieden schließen und Armenien räumen. Die geschlagenen Legionen wurden daraufhin vom Kriegsschauplatz abgezogen.
Im Jahr 66 brach Gaius Cestius Gallus, der Statthalter von Syrien, mit der Legio XII Fulminata unter ihrem Legaten Caesennius Gallus, Vexillationen der Legio VI Ferrata und IIII Scythica sowie zahlreichen Auxiliartruppen aus Antiochia auf, um den judäischen Aufstand niederzukämpfen. Zunächst wurden einige Ortschaften gebrandschatzt, deren Bewohner vor ihm geflohen waren. Dann griff Cestius Gallus Jerusalem an, war jedoch gezwungen, die Belagerung abzubrechen und erlitt bei seinem fluchtartigen Rückzug große Verluste.
Gegen Ende der 60er Jahre stellte die Legio IIII Scythica zeitweilig die gesamte Besatzungsmacht Syriens dar: 67 bis 69 waren die Legio X Fretensis und XII Fulminata mit dem Judäischen Aufstand beschäftigt, die Legio III Gallica war 67/68 an die untere Donau abkommandiert um Unruhen zu befrieden und die VI Ferrata marschierte 69 im Bürgerkrieg nach Rom. Pompeius Collega, der Legat der IIII Scythica, versah zeitweilig das Amt des Statthalters, während der Tribunus laticlavius Caius Petillius Firmus das Kommando über die Legion übernahm.

### Flavische Dynastie
Im Vierkaiserjahr 69 stand die Legion vom ersten Tag an auf der Seite Vespasians. Trotz dieser demonstrierten Loyalität wurde die IIII Scythica nicht in Kampfhandlungen einbezogen, da ihre Kampfkraft nicht hoch eingeschätzt wurde. Im Jahr 70 unterdrückte die IIII Scythica ein Pogrom in Antiochia.
Um 75 n. Chr. wurden Vexillationen der Legio XVI Flavia Firma, Legio IIII Scythica, Legio III Gallica und der Legio VI Ferrata zu Kanal- und Brückenbauarbeiten bei Antiochia eingesetzt.

### Adoptivkaiser und Antoninische Dynastie
Die Legion nahm an den Feldzügen Trajans gegen die Parther (114–117) teil. Die Stadt Artaxata im eroberten Armenien wurde von der IIII Scythica befestigt.
Es gibt keine Belege, dass die Legion zwischen 132 und 135 zur Niederschlagung des Bar-Kochba-Aufstand eingesetzt wurde.
Um das Jahr 149 wurden Vexillationen der Legio XVI Flavia Firma und Legio IIII Scythica auch zum Bau eines Kanals bei Seleukia Pieria eingesetzt. Eine andere Vexillation war im 2. Jahrhundert bei den Steinbrüchen von Enesch am Euphrat stationiert. Durch Inschriften ist die Legion überwiegend im Norden der Provinz Syria nachgewiesen, doch ist deren ereignisgeschichtliche und zeitliche Zuordnung meist nicht möglich.
Bedingt durch die Grenzlage des Legionslagers Zeugma war die IIII Scythica an allen Operationen gegen die Parther beteiligt. Ihren nächsten großen Einsatz hatte die Legion im Partherkrieg des Lucius Verus (162–166). Bei diesem Feldzug wurden große Teile Mesopotamiens erobert und die Hauptstadt Seleukia-Ktesiphon besetzt.
Zwischen 181 und 183 war der spätere Kaiser Septimius Severus (193–211) Legat der Legion.

### Severer
Im Zweiten Vierkaiserjahr 193 ergriff die IIII Scythica für den Statthalter Pescennius Niger Partei.
194 diente die Unterstützung des Usurpators Pescennius Niger durch parthische Vasallen als Vorwand für die erfolgreich verlaufende expeditio Parthica des neuen Kaisers Septimius Severus. Im Verlauf des Feldzugs kamen die Herrschaften Adiabene und Osrhoene unter römische Kontrolle. Die Legio IIII Scythica wurde der 194 unter Septimius Severus entstandenen Provinz Syria Coele, die den nördlichen Teil der bisherigen Provinz Syria umfasste, zugeteilt.
Im Jahr 197 baute eine Vexillation der IIII Scythica die Festung Eski Hisar in Osrhoene aus. Für den zweiten Partherkrieg (197) wurden drei neue Legionen ausgehoben. Die römische Offensive stieß auf keinen nennenswerten Widerstand: Die parthische Hauptstadt Ktesiphon wurde wohl Ende 197 (oder Anfang 198) gestürmt, der Partherkönig Vologaeses V. hatte es vorgezogen zu flüchten; nach Cassius Dio sollen dabei 100.000 Gefangene gemacht worden sein. Diese Siege im Osten wurden auf dem Septimius-Severus-Bogen verewigt. Zwei Vorstöße gegen das strategisch wichtige Hatra scheiterten jedoch.
Mehrere Brückenbauten im nordsyrischen Gebiet wurden um 200 von der Legion ausgeführt. Eine Vexillation aus Legionären der XVI Flaviae Firma und der Legio IIII Scythica war um 210 unter dem gemeinsamen Befehl des Centurio Antonius Valentinus in Dura Europos stationiert, wo sie ein Mithrasheiligtum instand setzte. Von Caracalla (eigentlich Marcus Aurelius Severus Antoninus) hatte die Legion den Beinamen Antoniniana erhalten. In Dura Europos errichteten Legionäre der Legio III Cyrenaica und der Legio IIII Scythica um 216 das Amphitheater.

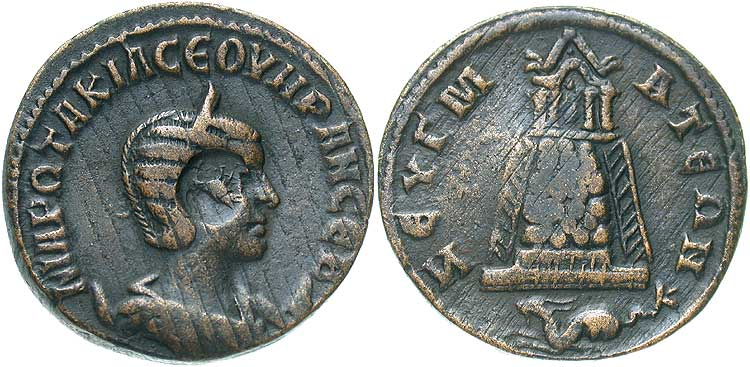
Münze des Kaisers Philippus Arabs (244–249) mit dem Bildnis seiner Frau Marcia Otacilia Severa. Rückseite: Ein Steinbock, das Symbol der Legio IIII Scythica und ein Tempel der Garnisonsstadt Zeugma

Im Jahr 219 wurde Gellius Maximus, der Legat der IIII Scythica, zum Gegenkaiser ausgerufen, aber schon bald darauf von Elagabal hingerichtet. Darauf verschwindet die Legion aus den Quellen, obwohl sie mit Sicherheit weiter bestand. Die Löschung des Legionsnamens in einigen Inschriften deutet jedoch auf eine kurzzeitige Auflösung und Damnatio memoriae der Legion hin.

### Soldatenkaiser und Spätantike
Die Garnison Zeugma wurde 252 von den Sassaniden vollständig zerstört, doch waren bis mindestens 254 Teile der Legio IV Scythica Valeriana Galliena in Zeugma stationiert.
Die „Rumpftruppe“ der Legion wurde vermutlich durch Diokletian (284–305) nach Oresa (Tayyibe/Israel) verlegt, während der größere Teil an anderen Orten in Garnison lag. Im frühen 5. Jahrhundert erscheint die „legio quarta Scythica“ das letzte Mal in den Quellen. Sie stand unter dem Oberbefehl des Dux Syriae und war mit ihrem praefectus in Oresa stationiert.